# Sunnhordlands prosteri

Prosterier i Bjørgvins stift. Det orangea området på kartan är Sunnhordlands prosteri.

Sunnhordlands prosteri (norska: Sunnhordland prosti) är ett kontrakt (prosteri, norska: prosti) i Bjørgvins stift inom Norska kyrkan. Kontraktet omfattar kommunerna Bømlo, Etne, Fitjar, Kvinnherad, Stord, Sveio och Tysnes i Vestland fylke i västra Norge.
Namnet kommer från landskapet Sunnhordland, som omfattar samma område som kontraktet.

## Socknar
Sunnhordlands prosteri består av 22 socknar (norska: sokn eller sogn) inom sju kyrkliga samfälligheter (norska: kirkelige fellesråd), motsvarande kommunerna:

### Bømlo kyrkliga samfällighet
- Bremnes socken
- Bømlo socken
- Lyklings socken
- Mosters socken

### Etne kyrkliga samfällighet
- Etne socken
- Skåneviks socken

### Fitjars kyrkliga samfällighet
- Fitjars socken

### Kvinnherads kyrkliga samfällighet
- Fjelberg og Eids socken
- Husnes og Holmedals socken
- Kvinnherads socken
- Uskedalens socken
- Varaldsøy socken
- Åkra socken
- Ænes socken
- Ølve og Hatlestrands socken

### Stords kyrkliga samfällighet
- Nysæters socken
- Stords socken

### Sveio kyrkliga samfällighet
- Sveio socken
- Valestrand og Førde socken

### Tysnes kyrkliga samfällighet
- Onarheims socken
- Tysnes socken
- Uggdal og Reksterens socken